# Pałac w Słobitach
Pałac w Słobitach – założenie pałacowo-parkowe z przełomu XVII i XVIII wieku we wsi Słobity, pomiędzy Elblągiem a Braniewem.

## Historia
W latach 1525–1945 była to główna siedziba pruskiego rodu Dohnów. Założenie pałacowo-parkowe powstało w latach 1696–1732, w 1945 zostało spalone i od tego czasu pozostaje w ruinie.
Cały obiekt wpisany jest do rejestru zabytków NID (pałac z oficynami, park, zespół folwarczny, rządcówka, stajnia, pawilon, brama, obory, owczarnia).

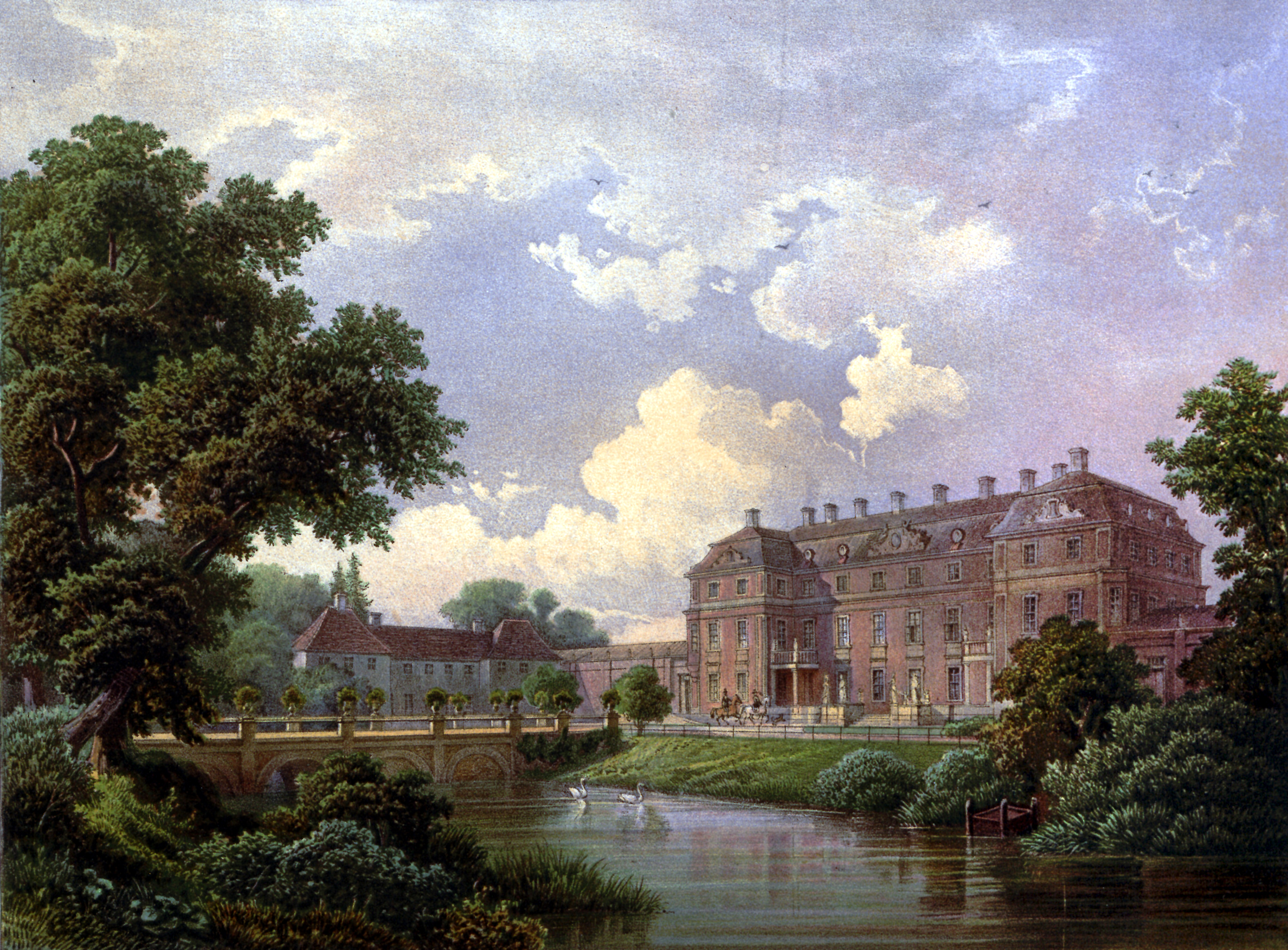
Widok pałacu (XIX w.)

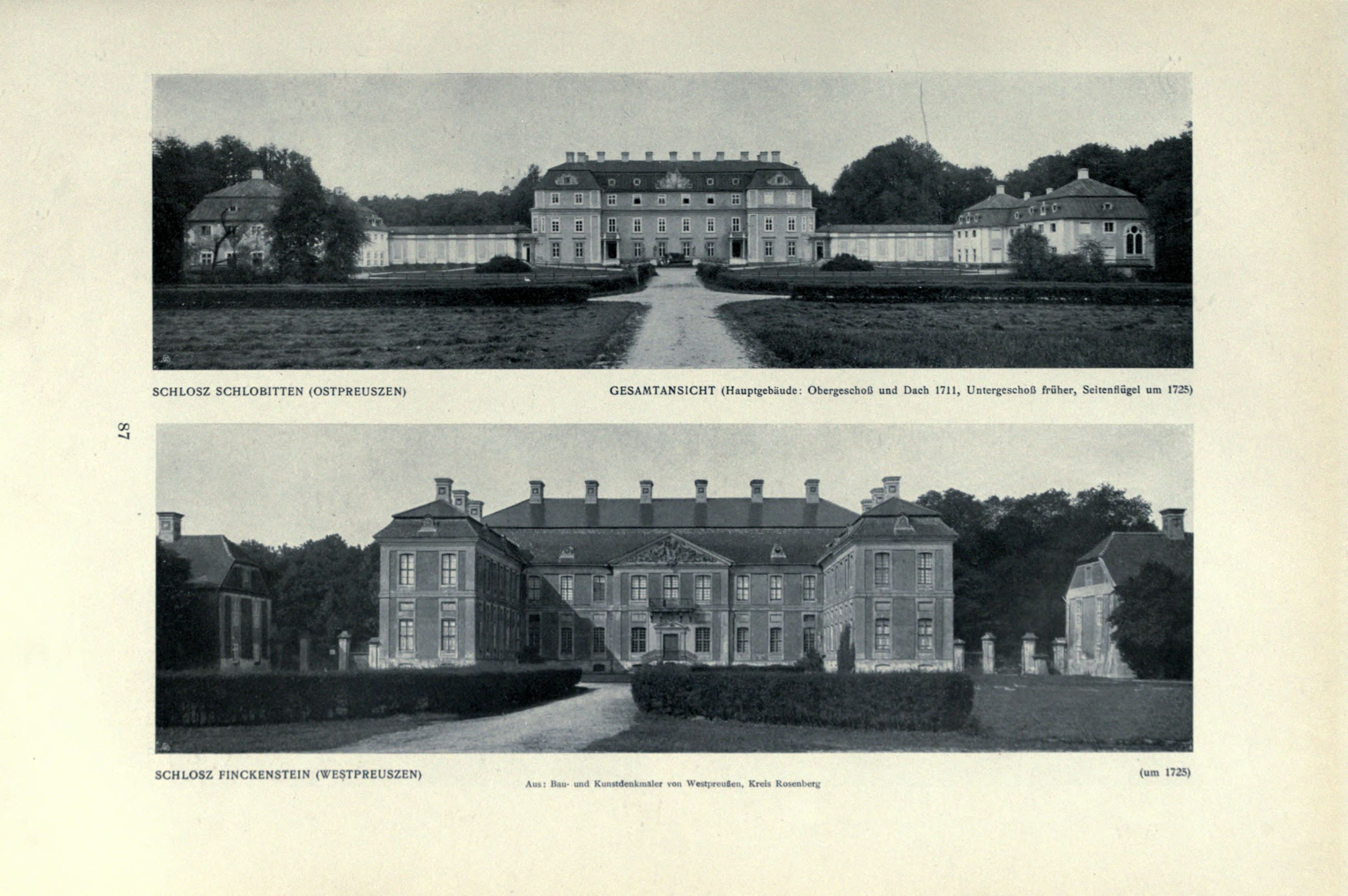
Pałac w 1908 r.

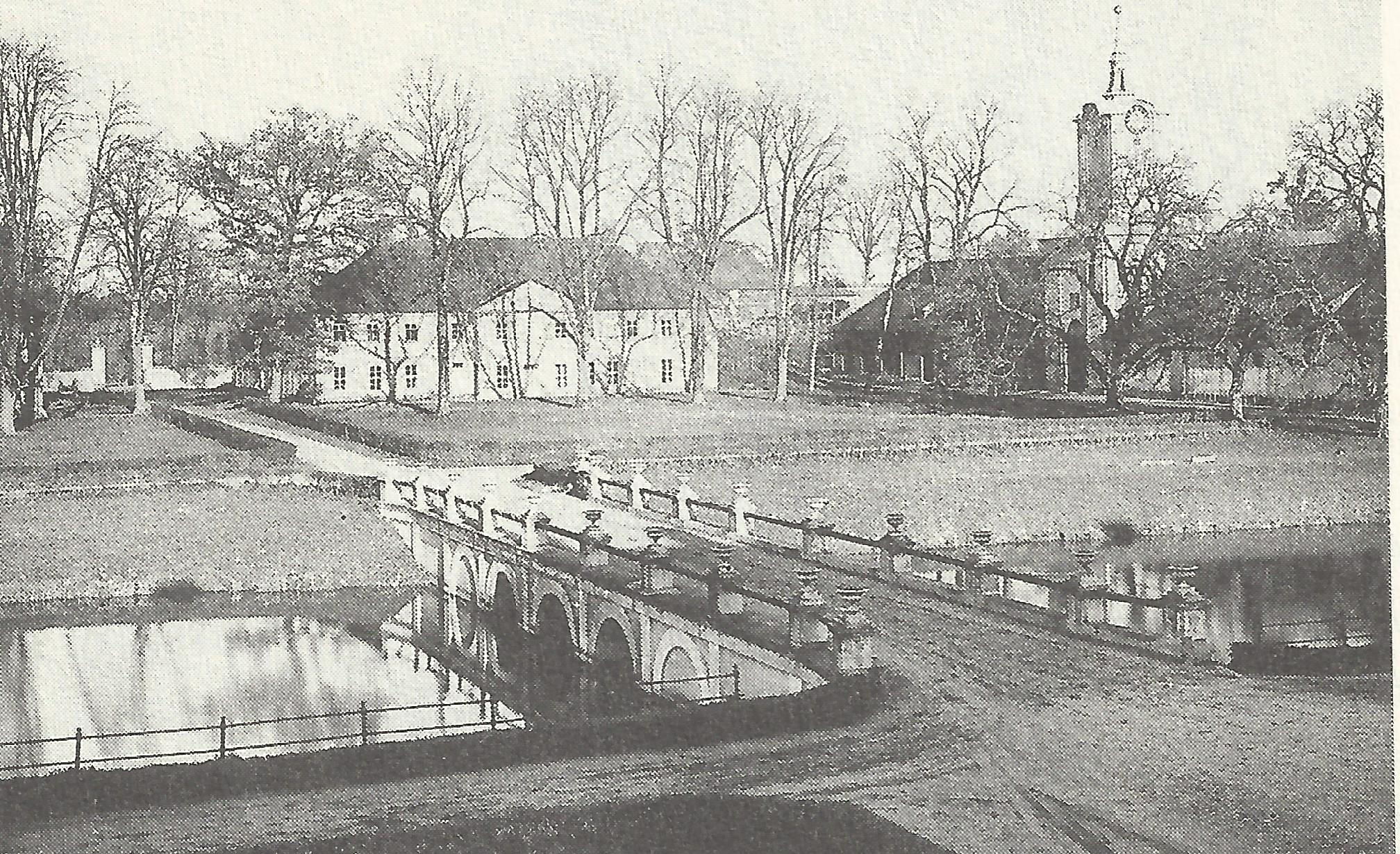
Zabudowania pałacowe w 1915 r.

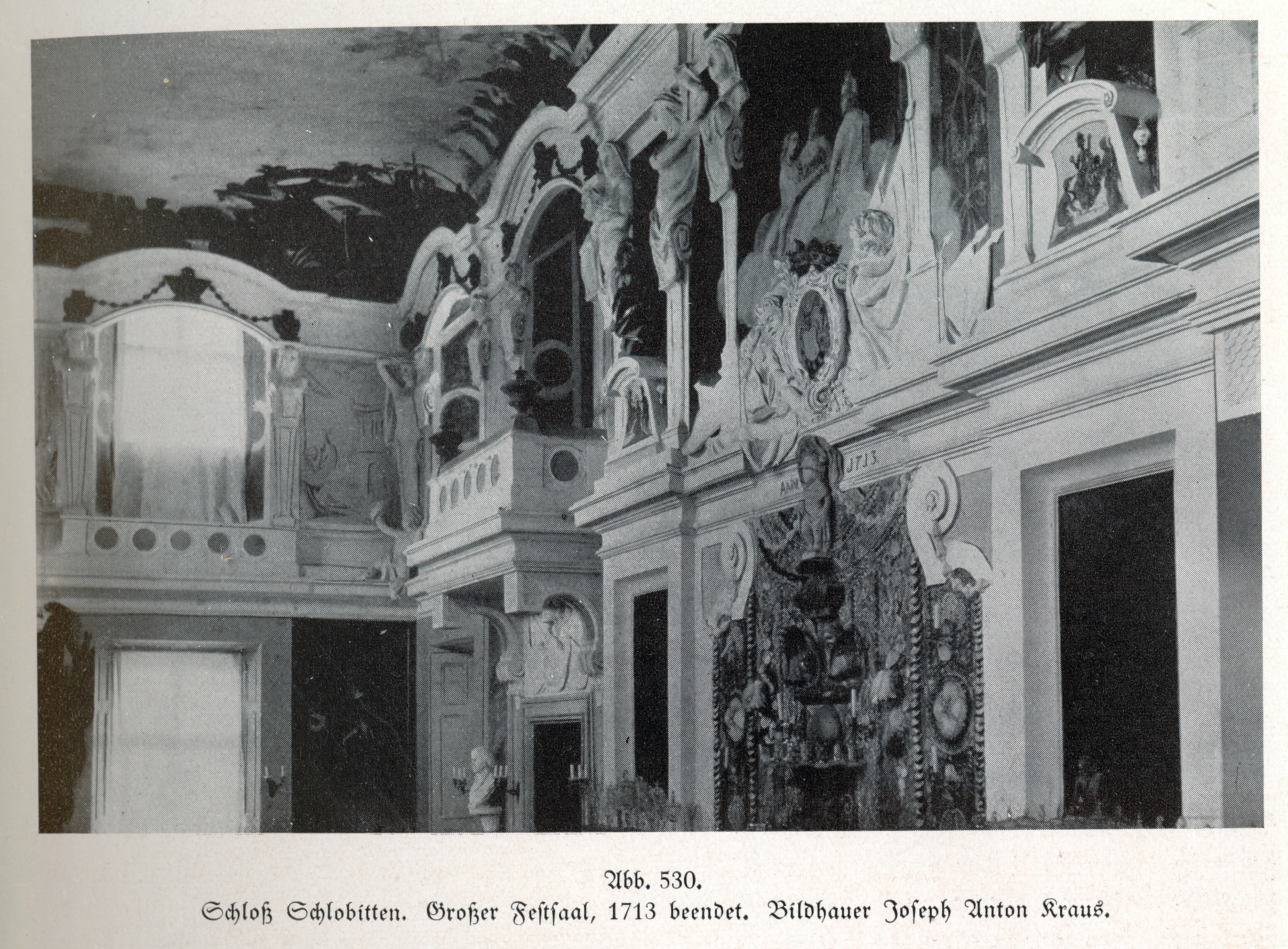
Wnętrze wielkiej sali (przed 1930)

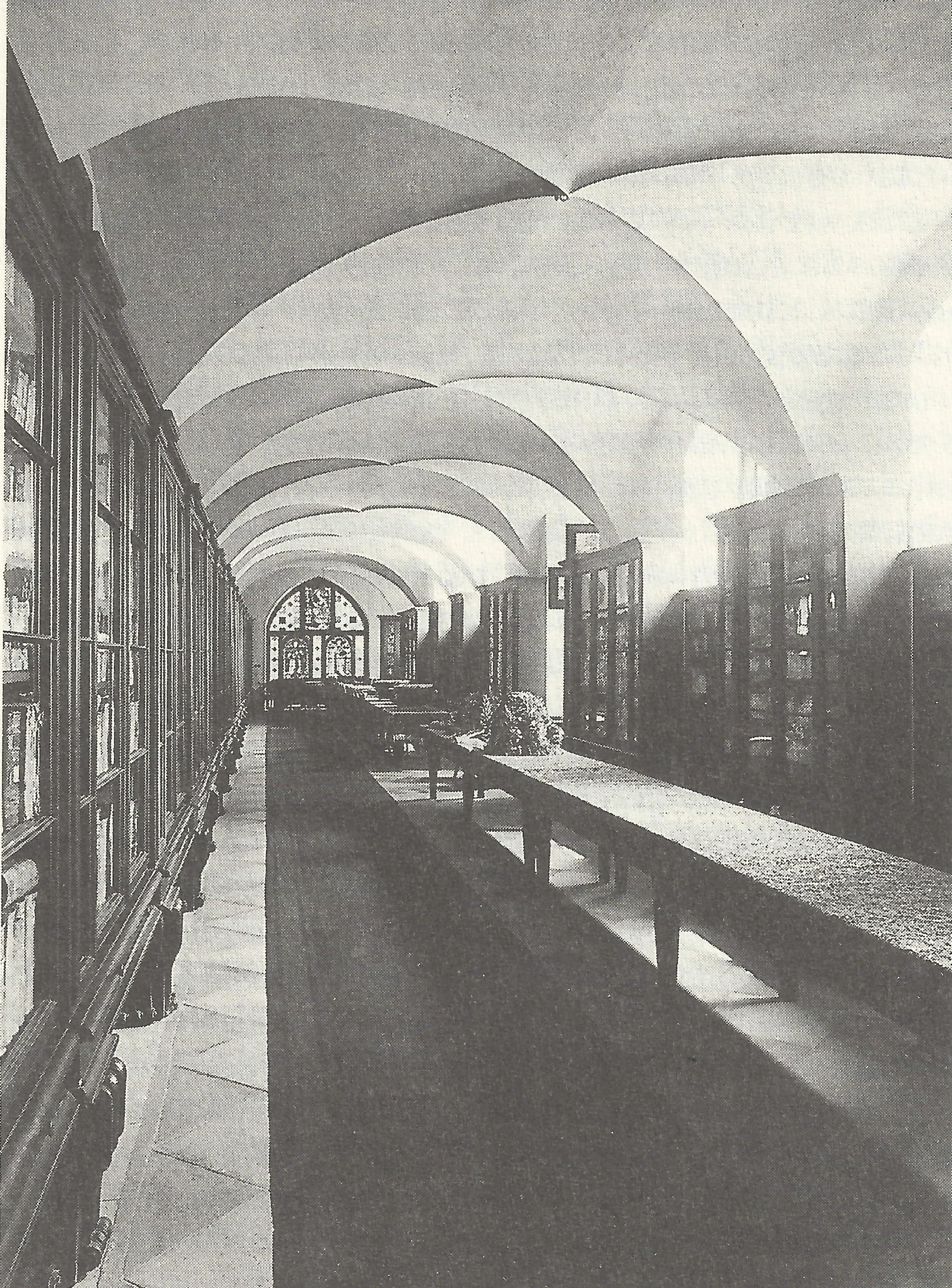
Biblioteka w 1915 r.

Słobity (niem. Schlobitten) były własnością Dohnów od 1525. W wymienionym roku w miejscowości powstał dom mieszkalny. Achacy zu Dohna przeniósł do Słobit główną siedzibę rodu z Morąga, wznosząc w miejscowości obiekt nazwany Nowym Domem. Jego syn Abraham w latach 1621–1624 zbudował w Słobitach pierwszy pałac. Naśladował on w swojej architekturze XVII-wieczne budownictwo niderlandzkie. Był wzniesiony na planie spłaszczonej litery H, z renesansowymi szczytami wieńczącymi fasady.
W 1696 Alexander zu Dohna zainicjował wielką przebudowę obiektu, zachowując jednak w zasadniczym zarysie jej dawny kształt. Pałac w Słobitach stał się reprezentacyjną barokową rezydencją otoczoną ogrodem. Projekt całości wykonał na zamówienie właściciela francuski architekt Jean-Baptiste Broebes. Dostawił on do dotychczasowej bryły pałacu galerie i dobudował do nich skrzydła boczne. Na osi fasady pałacu wzniósł kamienny mostek nad stawem. Przed budynkiem rezydencji miał docelowo znaleźć się zespół budynków gospodarczych, jednak nie wszystkie z projektowanych obiektów tego typu ostatecznie powstały. Od strony południowej, za pałacem, urządzono ogród w stylu francuskim, zaś równolegle do obiektu wzniesiono dwie oficyny.
Przebudowa pałacu trwała do 1732 r., od 1704 r. nadzorował ją Johann Caspar Hindersin. Projekt przebudowy głównego budynku rezydencji wykonał architekt miejski z Królewca, Joachim Ludwig Schultheiß von Unfried. Według jego planu pałac miał zachować dotychczasowe rozplanowanie, miał być trójkondygnacyjny i kryty dachem mansardowym. W elewacji frontowej nie zawarto reprezentacyjnego wejścia głównego. Przebudowa objęła również wnętrze pałacu. Na piętrze znalazła się obejmująca dwie kondygnacje sala balowa, dekorowana polichromiami i sztukateriami. W obiekcie urządzono także apartament królewski, gdyż pałac w Słobitach posiadał status pałacu królewskiego, w którym monarchowie mogli zatrzymywać się w czasie podróży. Sztukaterie i rzeźby wykonał Józef Antoni Kraus, zaś dekorację malarską Johann Blommendael i Giovanni Baptista Schannes. W pałacu znajdowała się kolekcja dzieł sztuki zawierająca 450 obrazów, kolekcje monet i sreber, porcelany, mebli, biblioteka z 55 tys. woluminów.
W XIX w. ogród przypałacowy został przekształcono w park krajobrazowy. Ostatni niemiecki właściciel rezydencji, Alexander zu Dohna, do roku 1944 wyremontował obiekt i planował przywrócić ogrodom pierwotny kształt. Na początku 1945 pałac został spalony w czasie działań wojennych i od tego czasu pozostaje w stanie ruiny. Kolekcje przechowywane w pałacu zostały częściowo wywiezione przez ostatniego właściciela i rozproszone trafiły do zbiorów muzealnych. Z parku pozostały fragmenty starego drzewostanu, w tym pomnikowe lipy posadzone w 1625.
Pałac stanowił tło w filmie Papusza z 2013 roku, przedstawiającym życie romskiej poetki Bronisławy Wajs.